# Dave Lattin
David Lattin, detto Dave (Houston, 23 dicembre 1943), è un ex cestista statunitense, professionista nella NBA e nella ABA.

## Biografia
Nasce a Houston nel 1943, diventa famoso giocando nei Texas Western Miners di Don Haskins, vincendo l'NCAA nel torneo del 1966. Viene scelto dai San Francisco Warriors nel Draft NBA 1967 e milita in NBA per otto anni.

## Palmarès
- Campione NCAA (1966)
- NCAA AP All-America Third Team (1967)